# Manuel Villegas López
Manuel Villegas López (Sant Sebastià, 27 de maig de 1906 — Madrid, 11 d'octubre de 1980) va ser un escriptor i crític cinematogràfic espanyol que va desenvolupar la seva activitat professional tant a Espanya com a l'Argentina.

## Biografia
Villegas va néixer en Sant Sebastià el 27 de maig de 1906, però la seva infància i adolescència es va desenvolupar en Alcalá de Henares. Era fill del pintor Manuel Villegas Brieva i d'Ana María López. Al seu torn, la seva mare era descendent del també pintor Vicente López Portaña i germana de l'escriptor Fernando López Martín. Les inquietuds culturals de la seva família van inclinar al jove Manuel cap al cinema i l'escriptura. El 1922 va acabar els seus estudis de batxillerat. En pocs anys van morir el seu pare, el seu germà major i la seva mare, i va haver d'anar a viure amb les seves ties.
Alguns premis obtinguts li van animar a dedicar-se a l'escriptura. El setembre del 1932 va començar a col·laborar a Nuestro Cinema, si bé no consta que milités en el Partit Comunista d'Espanya, predominant en la revista. Al mes següent va començar a treballar de forma estable a Unión Radio —labor que li va proporcionar gran popularitat— i a escriure en el diari Luz, del mateix grup empresarial. A l'any següent va participar en la fundació del Grup d'Escriptors Cinematogràfics Independents (GECI). Per aquesta època va fundar el cineclub Cinema-Studio Imatge, les projeccions de la qual tenien lloc en el Palacio de la Prensa. El 1934 va contreure matrimoni canònic amb Remedios Zalamea. A l'any següent va fundar la revista literària Lletra juntament amb Eusebio García Luengo i Francisco Carmona Nenclares. També va col·laborar en Popular Film gràcies a la seva amistat amb Luis Gómez Mesa.
Després de l'esclat de la Guerra civil, Villegas va ser nomenat censor de premsa de la Delegació de Propaganda i Premsa de la Junta de Defensa de Madrid i, posteriorment, cap dels Serveis Cinematogràfics de la Subsecretaria de Propaganda del Ministeri d'Estat en el primer govern de Negrín. Des d'aquest càrrec va preparar les pel·lícules que van representar a Espanya en la Exposició Internacional de París de 1937. També va intervenir en més de trenta produccions cinematogràfiques. L'abril del 1938 va aconseguir un accèssit en el Concurs Nacional de Literatura per un guió titulat Defensa de la terra.
Després de la caiguda de Barcelona, Villegas i la seva esposa van abandonar Espanya. Gràcies a que a l'Argentina vivia un oncle de Remedios es van traslladar a aquest país. Allí Villegas va col·laborar al principi en revistes dels espanyols exiliats i, més tard, va tornar a col·laborar en cineclubs i a publicar llibres sobre cinema. També va treballar com a guionista de diverses pel·lícules.
El 1949 el matrimoni va fer gestions a través de Rodrigo Vivar Téllez, cosí de Remedios i prominent personalitat del règim franquista, per a veure si podien tornar a Espanya. Vivari els va informar que no hi havia antecedents policials, però van decidir romandre de moment en Buenos Aires. A l'any següent, Villegas va començar a col·laborar en revistes espanyoles. Finalment, el matrimoni va tornar al seu país el 1953.
Villegas i la seva esposa es van establir en el barri de la Concepción de Madrid. L'escriptor va col·laborar en la revista Objetivo fins al seu tancament governatiu, va participar en les Converses de Salamanca, va impartir conferències en el Institut d'Investigacions i Experiències Cinematogràfiques i va escriure en la revista catòlica Film Ideal i, més tard, a Triunfo i Cinestudio. Malgrat les diferències ideològiques va fer amistat amb José María García Escudero i, quan aquest va arribar a ser director general de Cinematografia va possibilitar una reivindicació de Villegas, qui va rebre alguns reconeixements públics. Va participar com a membre del jurat en festivals cinematogràfics i va continuar amb el seu treball de guionista ocasional. Posteriorment va col·laborar a Sábado Gráfico, Revista de Occidente i Radio Nacional de España.
Villegas va morir d'un càncer de pulmó a Madrid l'11 d'octubre de 1980.

## Filmografia
- Madrid (1937)
- España 1936 (1937)
- Palabras del Exmo. Sr. Presidente del Consejo, Dr. Negrín (1938)
- Blanco (1938)
- España 1937 (1938)
- Oro en la mano (1943)
- La amada inmóvil (1945)
- El jugador (1947)
- La hostería del caballito blanco (1948)
- La guitarra de Gardel (1949)
- La chica del barrio (1954)
- La fierecilla domada (1955)
- Los amantes del desierto (1957)
- La violetera (1958)
- Una chica para dos (1965)
- La casa de las chivas (1971)

## Llibres sobre cinema
- Espectador de sombras: crítica de films (1935)
- Arte de masas. Ruta de los temas fílmicos (1936)
- Hoy en el cinema español. Posibilidades, problemas, soluciones (1938)
- Oro en el cinema (1938)
- El cine: magia y aventura del séptimo arte (1940)
- El film documental. Introducción a la teoría y práctica del cinema (1942)
- Charles Chaplin (1943)
- Cine del medio siglo (1946)
- Cine francés. Origen, historia, crítica (1947)
- Cinema. Técnica y estética del arte nuevo (1954)
- Arte, cine y sociedad (1959)
- Homenaje a Orson Welles (1965)
- El cine en la sociedad de masas: arte y comunicación (1966)
- Nuevo cine español (1967)
- Los grandes nombres del cine (1973)

## Premis
Medalles del Cercle d'Escriptors Cinematogràfics.
| Any  | Categoria     | Pel·lícula                      | Resultat  |
| ---- | ------------- | ------------------------------- | --------- |
| 1966 | Millor llibre | El cine en la sociedad de masas | Guanyador |
| 1980 | Premi pòstum  | Tota la seva carrera            | Guanyador |